# Tour Part-Dieu
De Tour Part-Dieu, is een kantoorgebouw en wolkenkrabber in de wijk La Part-Dieu van de Franse stad Lyon.
De eerdere naam was Tour du Crédit Lyonnais. De bijnaam van het kantoorgebouw is het potlood. Het is 165 meter hoog, heeft 45 verdiepingen en werd in 1977 voltooid. Het is nu het 18de hoogste gebouw in Frankrijk, en na Tour Incity het hoogste gebouw van Lyon. De laatste tien verdiepingen van het gebouw zijn bezet door Radisson SAS Hotel Lyon en de rest van de verdiepingen zijn kantoren.